# ピーター・ローフォード
ピーター・ローフォード（Peter Lawford、1923年9月7日 -1984年12月24日）は、イギリス・ロンドン出身の俳優。本名はPeter Sydney Ernest Aylen。

## 略歴
第一次世界大戦の英雄のサー・シドニー・ローフォード（Sir Sydney Turing Lawford）の一人息子で、1940年代から1960年代にかけてハリウッドで活躍した長身の美男俳優である。
上流階級が存在しないアメリカ人が憧れる、イギリスの上流階級出身の俳優として人気を博し、メトロ・ゴールドウィン・メイヤー社の契約俳優として、スター女優の相手役として二枚目を数多く演じた。
1954年にジョン・F・ケネディアメリカ合衆国上院議員（後に大統領）の妹パトリシアと結婚し（1966年に離婚）、その後ジョンの大統領選挙に協力し、ジョンが大統領となるとスポークスマンとなった。また親友のフランク・シナトラ率いる「シナトラ一家（ラット・パック）」の大幹部的存在として名を馳せた。
しかし、下記のようにマフィアとの関係を巡りケネディ兄弟とシナトラの関係が悪化したことや、ケネディ兄弟の暗殺やその後のパトリシアとの離婚による影響力、話題性の低下も影響し、俳優としての活動は徐々に下火になっていった。なお俳優、政治活動家、作家であるクリストファー・ケネディー・ローフォードは、パトリシアとの間に生まれた息子である。
義兄のジョン及びロバートの2人と愛人関係にあったマリリン・モンローを紹介した張本人であるだけでなく、モンローの死に深く関わっていたという噂も根強い上、エリザベス・テイラー、ラナ・ターナー、エヴァ・ガードナー、ドロシー・ダンドリッジ、キム・ノヴァク、リー・レミックなど数々の美人女優と噂になるなど華やかなスターとしての人生を謳歌していたかに見えた。
しかし、私生活の悩みやケネディ兄弟とシナトラの関係悪化、シナトラ一家からの追放とパトリシアとの離婚後のキャリアの低迷など数多くの問題を抱え、次第に酒と麻薬に溺れるようになり、1984年に心臓発作を起こして急死した（ロサンゼルス市シーダズ・サイナイ病院）。

## ケネディ家との関係

### パトリシアとの結婚と選挙協力

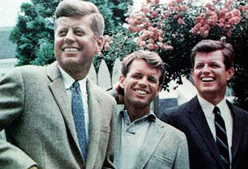
向かって左からジョン、ロバート、エドワードのケネディ兄弟

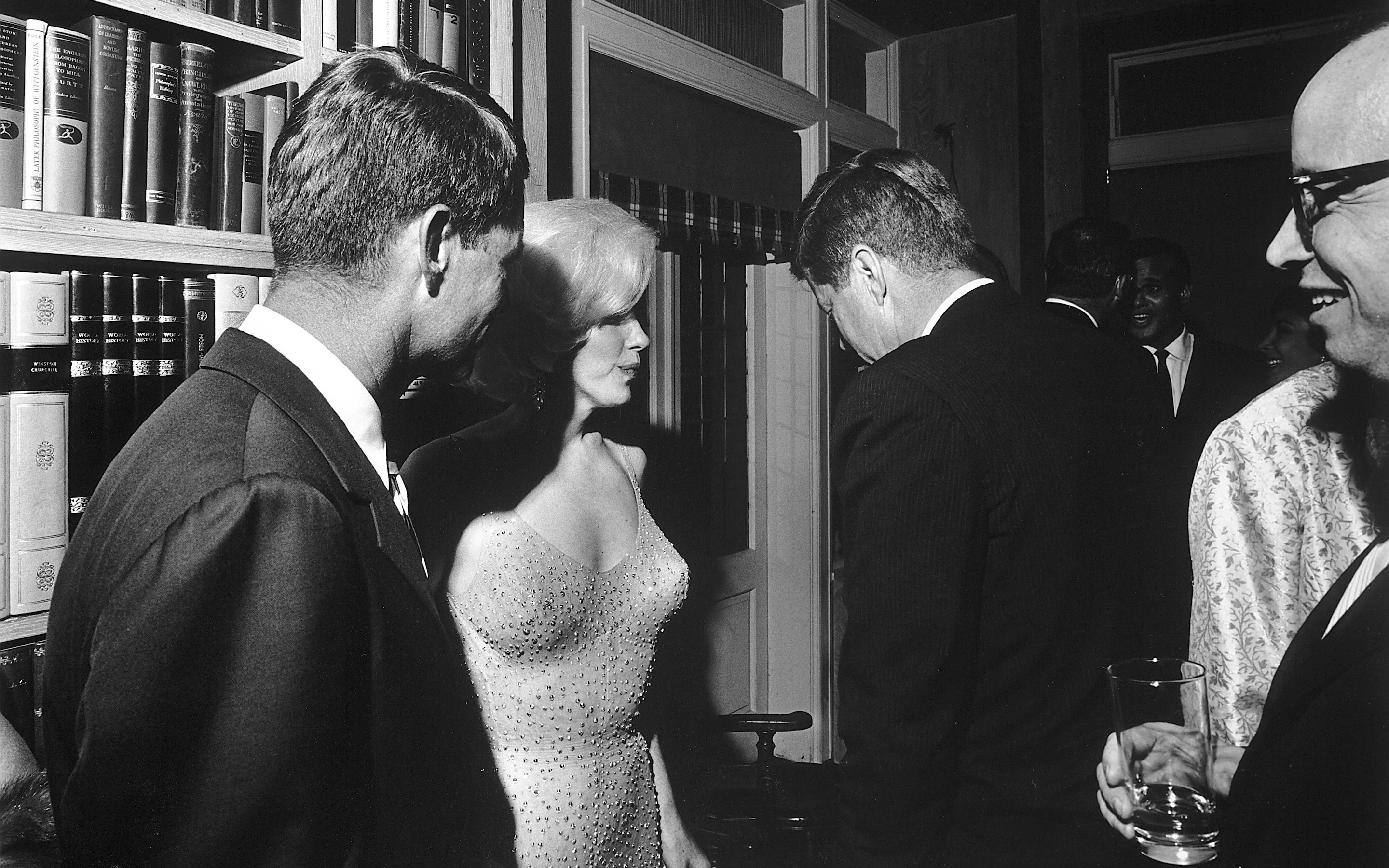
マディソン・スクエア・ガーデンで行われた誕生パーティーの後にケネディと話すモンロー（1962年）

1954年に、後に大統領となるジョン・F・ケネディ上院議員の妹パトリシアと結婚したことで、ジョンや弟のロバート、エドワードなどのケネディ兄弟とハリウッドの関係をつなぐ役目をすることとなった。
シナトラなどの「シナトラ一家」やモンロー、ジュディ・ガーランドを兄弟に紹介したほか、ケネディ兄弟を通じて民主党への支援を活発に行い、1960年の大統領選挙にジョンが出馬した際には、シナトラやサミー・デイヴィス・ジュニアなどとともに、カリフォルニア州やネバダ州で行われた選挙資金調達パーティーに出演するなど、ジョンの予備選勝利に向けて協力を行った。
さらに1960年7月10日の民主党大会の初日前夜に、ビバリーヒルズのビバリー・ヒルトン・ホテルで開かれた資金調達パーティーでは、ローフォードやシナトラ、デイヴィスのほかにも、シナトラが親しかったジュディ・ガーランドやトニー・カーチスが出席し、シナトラはアメリカ国歌を斉唱したばかりか、会場をまわり代議員へのジョンへの支援への説得を行った。

### シナトラとマフィアとの関係
またジョンは、予備選挙中にシナトラから紹介されたシナトラの元恋人のジュディス・キャンベルを経由して、マフィアの大ボスのサム・ジアンカーナを紹介してもらい、ウェスト・ヴァージニア州における選挙への協力を直接要請した他、FBIの盗聴により、シナトラが同州のマフィアからケネディのために寄付金を募り、ケネディの選対関係者にばらまいたことが明らかになっている。なお、ケネディ大統領はシナトラから紹介されたキャンベルと不倫関係を持っただけでなく、その死の直前まで不倫関係にあった女優のマリリン・モンローをケネディ大統領に紹介したのもシナトラであった。
しかしケネディ兄弟、特にジョンがローフォードを通じてマフィアと関係の深いシナトラと深い関係を築き、ジョンがシナトラの元恋人のキャンベルやモンローと不倫関係を持ったこと、さらに上記のようにジョンが大統領選挙の本選において、ジアンカーナなどシナトラと親しいマフィアからの選挙不正への関与を含む選挙支援を受けたこと、そしてその後の関係の決裂が、後にジョンの名声を傷つけるだけでなく、暗殺の原因の1つとされることとなる。

### ケネディ・ブレーン
その後ジョンがアメリカ大統領に就任すると、これまでの選挙活動に対する協力へのお礼と、ローフォードの人脈と弁舌の巧みさが買われて、ジョンのスポークスマンの1人として政権内に入りんだ。
しかし1962年に入り、シナトラとジアンカーナらのマフィアとの関係がマスコミなどで問題視され、さらにマフィアへの取り締まり方針を強めたFBIからもジョンとシナトラ、そしてキャンベルとの関係について忠告を受けたこともあり、ケネディ政権の司法長官となったロバートがジョンとシナトラの関係を終結させるように画策した。
ジョンはこれを受けてシナトラと距離を置いたためにシナトラが激怒し、ジョンやロバートらケネディ兄弟との関係が疎遠になっだけでなく、この様な事態になることを止めることができなかったローフォードを「シナトラ一家」から事実上追放することとなり、ローフォードのその後の俳優のキャリアにダメージを与えることとなった。

### 離婚
なおパトリシアとの関係は、ジョンやロバートとの関係が深まるのと反比例してジョンの大統領就任前後から悪化し、1963年11月のジョンの暗殺の前には別居状態となり、その後長期の別居を経て1966年に離婚した。

## 主な出演作品

左からフランク・シナトラ､ディーン・マーティン､サミー・デイヴィスJr.､ピーター・ローフォード、ジョーイ・ビショップ。

| 公開年 | 邦題 原題                                                       | 役名                                   | 備考         |
| ------ | --------------------------------------------------------------- | -------------------------------------- | ------------ |
| 1944   | ドーヴァーの白い崖 The White Cliffs of Dover                    | ジョン・アシュウッド2世                |              |
| 1944   | パーキントン夫人 Mrs. Parkington                                |                                        |              |
| 1945   | ドリアン・グレイの肖像 The Picture of Dorian Gray               | デヴィッド・ストーン                   |              |
| 1945   | 名犬ラッシー/ラッシーの息子 Son of Lassie                       | ジョー                                 |              |
| 1946   | 嘘つきお嬢さん Two Sisters from Boston                          | ローレンス                             |              |
| 1946   | 小間使 Cluny Brown                                              | アンドリュー                           |              |
| 1947   | 不思議な少年 My Brother Talks to Horses                         | ジョン                                 |              |
| 1947   | 下町天国 It Happened in Brooklyn                                | ジェイミー                             |              |
| 1948   | イースター・パレード Easter Parade                              | ジョナサン・ハロウ3世                  |              |
| 1948   | 奥様武勇伝 Julia Misbehaves                                     | リッチー                               |              |
| 1949   | 若草物語 Little Women                                           | ローリー                               |              |
| 1949   | 赤きダニューブ The Red Danube                                   |                                        |              |
| 1951   | 恋愛準決勝戦 Royal Wedding                                      | ジョン・ブリンデール                   |              |
| 1954   | 有名になる方法教えます It Should Happen to You                  | エヴァン・アダムス3世                  |              |
| 1960   | オーシャンと十一人の仲間 Ocean's Eleven                         | ジミー・フォスター                     |              |
| 1960   | 栄光への脱出 Exodus                                             | コールドウェル                         |              |
| 1962   | 荒野の3軍曹 Sergeants 3                                         | ラリー・バレット軍曹                   |              |
| 1962   | 野望の系列 Advise and Consent                                   | レイフ・スミス                         |              |
| 1962   | 史上最大の作戦 The Longest Day                                  | ロバット卿（イギリス軍コマンド部隊長） |              |
| 1964   | 誰が私を殺したか？ Dead Ringer                                  | トニー・コリンズ                       |              |
| 1965   | シルビア Sylvia                                                 | フレデリック・サマーズ                 |              |
| 1965   | ハーロー Harlow                                                 | ポール                                 |              |
| 1966   | アダムのブルース/天才トランペッターの愛と挫折 A Man Called Adam | マニー                                 |              |
| 1967   | 国際秘密結社 How I Spent My Summer Vacation                     | ネッド                                 | テレビ映画   |
| 1967   | メキシコ行き2枚の切符 Geheimnisse in goldenen Nylons            | スティーブン                           |              |
| 1968   | 君は銃口/俺は引金 Salt and Pepper                               | クリストファー・ペッパー               | 兼製作総指揮 |
| 1969   | 幸せはパリで The April Fools                                    | テッド                                 |              |
| 1970   | 罠にはまった二人・密輸ダイヤをひとり占め One More Time          | クリストファー・ペッパー               | 兼製作総指揮 |
| 1971   | 金庫破り A Step Out of Line                                     | アート                                 | テレビ映画   |
| 1971   | 皆殺しL・Aコネクション Clay Pigeon                              |                                        |              |
| 1971   | 山火事殺人計画/猛火!狙われた美人妻 The Deadly Hunt              | メイソン                               | テレビ映画   |
| 1971   | 青とピンクの紐 Ellery Queen: Don't Look Behind You              | エラリー・クイーン                     | テレビ映画   |
| 1975   | ローズバッド Rosebud                                            | カーター                               |              |
| 1976   | 名犬ウォン・トン・トン Won Ton Ton: The Dog Who Saved Hollywood |                                        |              |
| 1979   | ザ・7エンジェルズ Angels' Brigade                               | バーク                                 |              |
| 1979   | 女豹の島 Mysterious Island of Beautiful Women                   | ゴードン・デュヴァル                   |              |
| 1981   | 復活のテン・カウント Body and Soul                              | ビッグ・マン                           |              |